# Vier Tage von Dünkirchen
Das Straßenradrennen Vier Tage von Dünkirchen (fr. 4 Jours de Dunkerque, seit 2017 offiziell: 4 Jours de Dunkerque / Grand Prix des Hauts de France) ist ein Etappenrennen für Männer, das jährlich in der ersten Hälfte des Monats Mai ausgetragen wird. Es gehört seit 2020 zur UCI ProSeries und findet in und um die Stadt Dünkirchen im Nordosten Frankreichs statt.
Die Veranstaltung fand erstmals 1955 statt. Lediglich bis 1962 entsprach der Name des Rennens auch der Anzahl der Wettkampftage. Seither findet es stets an mehr als vier Tagen statt. Von 1963 bis 1968, von 1974 bis 1981 sowie seit 2002 dauerte das Rennen fünf Tage. Von 1969 bis 1973 und von 1982 bis 2002 dauerte es sogar sechs Tage.
Ab 2006 trug das Rennen den Zusatz Tour du Nord-Pas-de-Calais, ab 2017 Tour des Hauts-de-France und seit 2018 Grand Prix des Hauts de France.

## Sieger
| Jahr | Sieger                 | Zweiter                  | Dritter                 |          |
| ---- | ---------------------- | ------------------------ | ----------------------- | -------- |
| 1955 | Louis Déprez           | Roland Callebout         | Roger Callewaert        |          |
| 1956 | Jan Adriaensens        | Gilbert Desmet           | Albert Bouvet           |          |
| 1957 | Jef Planckaert         | Pierre Everaert          | Jean Stablinski         |          |
| 1958 | Jacques Anquetil       | Jean Brankart            | André Darrigade         |          |
| 1959 | Jacques Anquetil       | Joseph Morvan            | Frans Aerenhouts        |          |
| 1960 | Jef Planckaert         | Jean Stablinski          | Pierre Everaert         |          |
| 1961 | Ab Geldermans          | Raymond Poulidor         | Pierre Beuffeuil        |          |
| 1962 | Joseph Groussard       | Jean-Baptiste Claes      | Piet Rentmeester        |          |
| 1963 | Jef Planckaert         | Hennes Junkermann        | André Messelis          |          |
| 1964 | Gilbert Desmet         | Yvo Molenaers            | Jos Huysmans            |          |
| 1965 | Gustaaf De Smet        | Pierre Everaert          | Arie den Hartog         |          |
| 1966 | Theo Mertens           | Jan Janssen              | Pierre Beuffeuil        |          |
| 1967 | Lucien Aimar           | Jean-Baptiste Claes      | Bernard Guyot           |          |
| 1968 | Jean Jourden           | Remi Van Vreckom         | Raymond Poulidor        |          |
| 1969 | Alain Vasseur          | Marinus Wagtmans         | Willy In ’t Ven         |          |
| 1970 | Willy Van Neste        | Jean-Marie Leblanc       | Henri Heintz            |          |
| 1971 | Roger De Vlaeminck     | Willy Van Malderghem     | Jürgen Tschan           |          |
| 1972 | Yves Hézard            | Luis Ocaña               | Ferdinand Bracke        |          |
| 1973 | Freddy Maertens        | Frans Verbeeck           | Joop Zoetemelk          |          |
| 1974 | Walter Godefroot       | Michael Wright           | Freddy Maertens         |          |
| 1975 | Freddy Maertens        | Jean-Pierre Danguillaume | Bernard Thévenet        |          |
| 1976 | Freddy Maertens        | Jean-Pierre Danguillaume | Roger Legeay            |          |
| 1977 | Gerrie Knetemann       | Jos Jacobs               | Jean-Luc Vandenbroucke  |          |
| 1978 | Freddy Maertens        | Jean-Pierre Danguillaume | Gerrie Knetemann        |          |
| 1979 | Daniel Willems         | Bert Oosterbosch         | Jean-Luc Vandenbroucke  |          |
| 1980 | Jean-Luc Vandenbroucke | Hubert Linard            | Joaquim Agostinho       |          |
| 1981 | Bert Oosterbosch       | Sean Kelly               | Jacques Bossis          |          |
| 1982 | Frank Hoste            | Ferdi Van Den Haute      | Stephen Roche           |          |
| 1983 | Leo van Vliet          | Paul Sherwen             | William Tackaert        |          |
| 1984 | Bernard Hinault        | Jean-Luc Vandenbroucke   | Bruno Cornillet         |          |
| 1985 | Jean-Luc Vandenbroucke | Bruno Wojtinek           | Rudy Matthijs           |          |
| 1986 | Dirk De Wolf           | Régis Simon              | Gilbert Duclos-Lassalle |          |
| 1987 | Herman Frison          | Patrice Esnault          | Charly Mottet           |          |
| 1988 | Pascal Poisson         | Charly Mottet            | Eric Vanderaerden       |          |
| 1989 | Charly Mottet          | Thierry Marie            | Stephen Roche           |          |
| 1990 | Stephen Roche          | François Lemarchand      | Thierry Marie           |          |
| 1991 | Charly Mottet          | Laurent Jalabert         | Johan Museeuw           |          |
| 1992 | Olaf Ludwig            | Frans Maassen            | Wjatscheslaw Jekimow    |          |
| 1993 | Laurent Desbiens       | Wjatscheslaw Jekimow     | Eddy Seigneur           |          |
| 1994 | Eddy Seigneur          | Olaf Ludwig              | Andreï Tchmil           |          |
| 1995 | Johan Museeuw          | François Simon           | Erik Zabel              |          |
| 1996 | Philippe Gaumont       | Thierry Laurent          | Olaf Ludwig             |          |
| 1997 | Johan Museeuw          | Frank Vandenbroucke      | Daniele Contrini        |          |
| 1998 | Alekszandr Vinokurov   | Artūras Kasputis         | Jewgeni Bersin          |          |
| 1999 | Michael Sandstød       | Enrico Cassani           | Christian Vande Velde   |          |
| 2000 | Martin Rittsel         | Artūras Kasputis         | Robert Hunter           |          |
| 2001 | Didier Rous            | Laurent Jalabert         | Stéphane Heulot         |          |
| 2002 | Sylvain Chavanel       | Didier Rous              | Laurent Brochard        |          |
| 2003 | Christophe Moreau      | Didier Rous              | Laurent Brochard        |          |
| 2004 | Sylvain Chavanel       | Laurent Brochard         | Didier Rous             |          |
| 2005 | Pierrick Fédrigo       | Wladimir Jefimkin        | Christophe Moreau       |          |
| 2006 | Roberto Petito         | Stéphane Petilleau       | Didier Rous             |          |
| 2007 | Matthieu Ladagnous     | Laurent Lefèvre          | Dominique Cornu         |          |
| 2008 | Stéphane Augé          | Clément Lhotellerie      | Pierrick Fédrigo        |          |
| 2009 | Rui Costa              | David Le Lay             | Cyril Lemoine           |          |
| 2010 | Martin Elmiger         | Rui Costa                | José Joaquín Rojas      |          |
| 2011 | Thomas Voeckler        | Laurent Pichon           | Zdeněk Štybar           |          |
| 2012 | Jimmy Engoulvent       | Zdeněk Štybar            | John Degenkolb          |          |
| 2013 | Arnaud Démare          | Florian Vachon           | Ramon Sinkeldam         |          |
| 2014 | Arnaud Démare          | Sylvain Chavanel         | Michael Valgren         |          |
| 2015 | Ignatas Konovalovas    | Bryan Coquard            | Alo Jakin               |          |
| 2016 | Bryan Coquard          | Marco Frapporti          | Xandro Meurisse         |          |
| 2017 | Clément Venturini      | Sander Armée             | Oliver Naesen           |          |
| 2018 | Dimitri Claeys         | André Greipel            | Oscar Riesebeek         |          |
| 2019 | Mike Teunissen         | Amund Grøndahl Jansen    | Jens Keukeleire         |          |
| 2020 | abgesagt               | abgesagt                 | abgesagt                | abgesagt |
| 2021 | abgesagt               | abgesagt                 | abgesagt                | abgesagt |
| 2022 | Philippe Gilbert       | Oliver Naesen            | Jake Stewart            |          |
| 2023 | Romain Grégoire        | Kasper Asgreen           | Cees Bol                |          |
| 2024 | Sam Bennett            | Paul Penhoët             | Jenno Berckmoes         |          |
| 2025 |                        |                          |                         |          |